# 你會等我嗎？ / Oh my pumpkin!
《你會等我嗎？ / Oh my pumpkin!》是臺灣女子偶像團體AKB48 Team TP的第10張單曲。第一首標題曲你會等我嗎？由蔡亞恩擔任Center（中心成員）。第二首標題曲Oh my pumpkin!由林于馨擔任Center。

## 背景
《你會等我嗎？ / Oh my pumpkin!》是AKB48 Team TP在2025年發行的第十張實體單曲，於7月13日的《RESET》公演中公佈選拔成員。本單曲為首張雙A面單曲，其中原創曲你會等我嗎？由Unit Peek A Boo正式生蔡亞恩擔任中心位置，Oh my pumpkin!則是由Unit TIC TAC TOE正式生林于馨擔任中心位置。
本單曲第一首A面曲你會等我嗎？為AKB48 Team TP第四首原創單曲，選拔成員為12人編制。第二首A面曲Oh my pumpkin!翻唱自AKB48的第66張單曲《Oh my pumpkin!》，選拔成員為7人編制。

## 歷程
5月31日，AKB48發表了將於8月13日發行第66張單曲暨20週年紀念單曲Oh my pumpkin!的消息，林于馨進入選拔成員名單中，並在影片的末尾公布全球七個海外姊妹團將會發布Oh my pumpkin!的翻唱版本。
7月13日，宣布即將推出第十張單曲，雙主打曲為Oh my pumpkin!Team TP版本及你會等我嗎？。14日，凌晨零點正式開放第十張單曲的預購，開賣1分鐘內預購便完售。
8月6日，宣布第十張單曲將於8月29日正式發行，並於31日在華山文創園區舉行第十張單曲發售紀念手渡會，由選拔成員派發實體單曲CD。
8月7日，宣布Oh my pumpkin!將於11至13日期間在好事989電台進行首播，並於8月9-12日發佈Oh my pumpkin!7位選拔成員的概念照。
8月13日，Oh my pumpkin!Team TP版本與AKB48及其他姊妹團的版本同步數位發行。
8月29日，實體單曲發行。

## 單曲版本
《你會等我嗎？ / Oh my pumpkin!》共有兩種版本，Type-A及Type-B兩版本僅有封面及內含生寫真上的差異，A盤含你會等我嗎？12位選拔成員各3款（共36款）；B盤則含Oh my pumpkin!7位選拔成員生寫真各3款（共21款），兩版本均含CD，並包含「AKB48 Team TP 第十張單曲發售紀念握手會」握手券乙張。

## 收錄曲目
| CD   | CD                 | CD            | CD                 | CD   |
| 曲序 | 曲目               | 作曲          | 原曲               | 时长 |
| ---- | ------------------ | ------------- | ------------------ | ---- |
| 1.   | 《你會等我嗎？》   |               | 原創曲             |      |
| 2.   | 《Oh my pumpkin!》 | 浦島健太・新Q | 《Oh my pumpkin!》 | 5:00 |

## 選拔成員
成员的所属为单曲发行日的情况。

### 你會等我嗎？
（中心成員：蔡亞恩）
- Unit TIC TAC TOE正式生：劉曉晴、林于馨、伊品、張少瞳
- Unit Peek A Boo正式生：蔡亞恩、林易沄、蔡伊柔、張羽翎
- Unit TIC TAC TOE研究生：孟庭筠、陳昭霓
- Unit Peek A Boo研究生：陳穎臻、陳以凌

蔡亞恩首次擔任Center。陳昭霓和陳以凌首次參與選拔。張羽翎自《一秒一秒約好》相隔五作回歸；上張單曲的選拔成員之中，除了已經畢業的宮田留佳和周家安外，蘇姮羽未進入本次選拔名單。

### Oh my pumpkin!
（中心成員：林于馨）
- Unit TIC TAC TOE正式生：劉曉晴、伊品、林于馨
- Unit Peek A Boo正式生：蔡亞恩、林易沄
- Unit TIC TAC TOE研究生：黃奕霖
- Unit Peek A Boo研究生：陳穎臻

林于馨自《一秒一秒約好》相隔五作擔任Center，同時為原唱AKB48第66張單曲《Oh my pumpkin!》的選拔成員。黃奕霖自《24/7 Shining》相隔兩作回歸。